# كريستوف تشارلز
كريستوف تشارلز (بالفرنسية: Christophe Charles)‏ هو ناشر وصحفي وشاعر هايتي، ولد في أبريل 1951 في بورت أو برانس في هايتي.